# Palafoxia
Palafoxia es un género de plantas fanerógamas perteneciente a la familia de las asteráceas. Comprende 24 especies descritas y solo 12 aceptadas.

## Descripción
Es una planta tolerante con la sequía, hierba anual que crece en terrenos soleados, dunas, desiertos Mojave, Sonora y nativo del norte de América, EE. UU. y México.  P. callosa es natural de Hawái.
Es una planta con tallos erectos que alcanza 30-60 cm de altura, ramificado en la parte baja y escaso de hojas en la superior. Las hojas son glandulares , alternas y lanceoladas 3-20 mm de ancho y 4-7,5 cm de longitud.

## Taxonomía
El género fue descrito por Mariano Lagasca y publicado en Genera et species plantarum 26. 1816.
Etimología
El género fue nombrado en honor de José de Palafox y Melci, Duque de Zaragoza (1776–1847),  un capitán general español en la guerra contra la invasión del ejército de Napoleón.

## Especies seleccionadas
A continuación se brinda un listado de las especies del género Palafoxia aceptadas hasta junio de 2012, ordenadas alfabéticamente. Para cada una se indica el nombre binomial seguido del autor, abreviado según las convenciones y usos.
- Palafoxia arida B.L.Turner & M.I.Morris
- Palafoxia callosa (Nutt.) Torr. & A.Gray
- Palafoxia feayi A.Gray
- Palafoxia hookeriana Torr. & A.Gray
- Palafoxia integrifolia (Nutt.) Torr. & A.Gray
- Palafoxia lindenii A.Gray
- Palafoxia linearis (Cav.) Lag.
- Palafoxia reverchonii (Bush) Cory
- Palafoxia riograndensis Cory
- Palafoxia rosea (Bush) Cory
- Palafoxia sphacelata (Nutt. ex Torr.) Cory
- Palafoxia texana DC.